# German Sky Airlines
German Sky Airlines war eine deutsche Fluggesellschaft mit Sitz in Düsseldorf und ein Schwesterunternehmen der Sky Airlines. Das Unternehmen stellte am 1. Dezember 2012 den Flugbetrieb ein.

## Geschichte
German Sky Airlines wurde 2004 in Düsseldorf als Reisevermittler gegründet. Im August 2010 übernahm sie mit einer Boeing 737-800 ihr erstes eigenes Flugzeug. Im November 2010 erhielt die Fluggesellschaft die Betriebsgenehmigung des Luftfahrt-Bundesamts. Das Unternehmen gehörte zur türkischen Tourismusgruppe Kayi Group, welche auch unabhängig vom deutschen Unternehmen Sky Airlines in der Türkei betrieb. 2011 erhielt German Sky Airlines ihr zweites Flugzeug von der türkischen Sky Airlines.
Im Winter 2012/13 wurden sämtliche Flüge ausgesetzt und die Flugzeuge an den Leasinggeber retourniert. Durch die Insolvenz der türkischen Muttergesellschaft im Juni 2013 erscheint eine erneute Betriebsaufnahme unwahrscheinlich.

## Flotte
Mit Stand Juli 2012 bestand die Flotte der German Sky Airlines aus zwei Flugzeugen, mit einem Durchschnittsalter von 12,0 Jahren:
- 2 Boeing 737-800